# Kalinovo
Kalinovo es un municipio del distrito de Poltár en la región de Banská Bystrica, Eslovaquia, con una población estimada a final del año 2024 de 2253 habitantes.
Se encuentra ubicado en el centro de la región, cerca del río Ipoly —un afluente izquierdo del Danubio— y de la frontera con Hungría.

## Demografía
| Año        | 1994 | 2004    | 2014    | 2024    |
| ---------- | ---- | ------- | ------- | ------- |
| Población  | 2288 | 2319    | 2188    | 2253    |
| Diferencia |      | +1,35 % | −5,64 % | +2,97 % |

| Año        | 2023 | 2024    |
| ---------- | ---- | ------- |
| Población  | 2233 | 2253    |
| Diferencia |      | +0,89 % |